# Seznam dílů seriálu Xena
Toto je seznam dílů seriálu Xena. Americký fantasy seriál Xena (v originále Xena: Warrior Princess) byl natočen na Novém Zélandu. Produkovala jej společnost Pacific Renaissance Pictures společně s Universal Studios, která obstarala jeho distribuci. Premiérově byl vysílán v letech 1995 až 2001 v syndikaci, celkem vzniklo 134 dílů rozdělených do šesti řad. Vznikl jako spin-off seriálu Herkules (Hercules: The Legendary Journeys), takže se řada postav se objevila v obou seriálech.
Celý seriál je historická fantasy, odehrávající se ve starověkém Řecku. Není však časově ohraničen, a proto se v něm objevují různé orientální, egyptské i středověké prvky. Seriál přibližuje dobrodružství udatné bojovnice jménem Xena (Lucy Lawless), která bojuje s vlastní minulostí a snaží se napravovat své hříchy. Xenu během jejího putování doprovází dívka Gabriella (Renee O'Connor), která se stane její nejlepší přítelkyní. Z Gabrielly se postupem času stává sebevědomá žena a její charakter se naplno vyvíjí.

## Přehled řad
| Řada | Díly | Premiéra v USA | Premiéra v USA    | Premiéra v ČR    | Premiéra v ČR     |
| Řada | Díly | První díl      | Poslední díl      | První díl        | Poslední díl      |
| ---- | ---- | -------------- | ----------------- | ---------------- | ----------------- |
| 1    | 24   | 4. září 1995   | 29. července 1996 | 4. dubna 1997    | 23. října 1997    |
| 2    | 22   | 30. září 1996  | 12. května 1997   | 29. října 1997   | 16. prosince 1997 |
| 3    | 22   | 29. září 1997  | 11. května 1998   | 6. prosince 1998 | 4. dubna 1999     |
| 4    | 22   | 28. září 1998  | 17. května 1999   | 18. února 2001   | 5. května 2001    |
| 5    | 22   | 27. září 1999  | 15. května 2000   | 6. května 2001   | 21. července 2001 |
| 6    | 22   | 2. října 2000  | 18. června 2001   | 16. června 2003  | 25. srpna 2003    |

## Seznam dílů
V Česku byla první až třetí řada seriálu uvedena s díly seřazenými dle produkčního pořadí. Několik dílů ve druhé a třetí řadě však v českém vysílání tomuto řazení neodpovídá.

### První řada (1995–1996)
| Č. v seriálu | Č. v řadě | Původní název                               | Český název                                                                                | Režie             | Scénář                                                                                   | Premiéra v USA     | Premiéra v ČR     | Prod. kód |
| ------------ | --------- | ------------------------------------------- | ------------------------------------------------------------------------------------------ | ----------------- | ---------------------------------------------------------------------------------------- | ------------------ | ----------------- | --------- |
| 1            | 1         | Sins of the Past                            | Hříchy minulosti                                                                           | Doug Lefler       | námět: Robert Tapert scénář: R. J. Stewart                                               | 4. září 1995       | 4. dubna 1997     | 79601     |
| 2            | 2         | Chariots of War                             | Válečné vozy                                                                               | Harley Cokeliss   | námět: Josh Becker a Jack Perez scénář: Adam Armus a Nora Kay Foster                     | 11. září 1995      | 11. dubna 1997    | 79602     |
| 3            | 3         | Dreamworker                                 | Pán snů                                                                                    | Bruce Seth Green  | Steven L. Sears                                                                          | 18. září 1995      | 6. června 1997    | 79605     |
| 4            | 4         | Cradle of Hope                              | Kolébka naděje                                                                             | Michael Levine    | Terence Winter                                                                           | 25. září 1995      | 13. června 1997   | 79606     |
| 5            | 5         | The Path Not Taken                          | Nezapočatá cesta                                                                           | Stephen L. Posey  | Julie Sherman                                                                            | 2. října 1995      | 4. července 1997  | 79607     |
| 6            | 6         | The Reckoning                               | Váhání                                                                                     | Charles Siebert   | Peter Allan Fields                                                                       | 16. října 1995     | 11. července 1997 | 79608     |
| 7            | 7         | The Titans                                  | Titáni                                                                                     | Eric Brevig       | R. J. Stewart                                                                            | 30. října 1995     | 9. května 1997    | 79604     |
| 8            | 8         | Prometheus                                  | Prométeus                                                                                  | Stephen L. Posey  | R. J. Stewart                                                                            | 6. listopadu 1995  | 1. srpna 1997     | 79610     |
| 9            | 9         | Death in Chains                             | Smrt v řetězech                                                                            | Charles Siebert   | námět: Babs Greyhosky, Adam Armus a Nora Kay Foster scénář: Adam Armus a Nora Kay Foster | 13. listopadu 1995 | 2. května 1997    | 79603     |
| 10           | 10        | Hooves & Harlots                            | Kopyta a běhny (TV) Kopyta a děvky (DVD)                                                   | Jace Alexander    | Steven L. Sears                                                                          | 20. listopadu 1995 | 8. srpna 1997     | 79611     |
| 11           | 11        | The Black Wolf                              | Černý vlk                                                                                  | Mario Di Leo      | Alan Jay Glueckman                                                                       | 8. ledna 1996      | 24. září 1997     | 79612     |
| 12           | 12        | Beware Greeks Bearing Gifts                 | Střez se Řeků, když přinášejí dary (TV) Střezte se Řeků přinášejících dary (DVD)           | T. J. Scott       | námět: Roy Thomas a Janis Hendler scénář: Adam Armus a Nora Kay Foster                   | 15. ledna 1996     | 25. září 1997     | 79614     |
| 13           | 13        | Athens City Academy of the Performing Bards | Athénská městská akademie pro pěvce (TV) Athénská městská akademie potulných básníků (DVD) | Jace Alexander    | R. J. Stewart a Steven L. Sears                                                          | 22. ledna 1996     | 1. října 1997     | 79616     |
| 14           | 14        | A Fistful of Dinars                         | Hrst plná dinárů                                                                           | Josh Becker       | Steven L. Sears a R. J. Stewart                                                          | 29. ledna 1996     | 7. října 1997     | 79618     |
| 15           | 15        | Warrior… Princess                           | Bojovnice… princezna                                                                       | Michael Levine    | Brenda Lilly                                                                             | 5. února 1996      | 14. října 1997    | 79621     |
| 16           | 16        | Mortal Beloved                              | Smrtelně milovaná                                                                          | Garth Maxwell     | R. J. Stewart                                                                            | 12. února 1996     | 8. října 1997     | 79619     |
| 17           | 17        | The Royal Couple of Thieves                 | Královský zlodějský pár (TV) Královský pár zlodějů (DVD)                                   | John Cameron      | Steven L. Sears                                                                          | 19. února 1996     | 15. října 1997    | 79622     |
| 18           | 18        | The Prodigal                                | Návrat ztracené sestry (TV) Marnotratník (DVD)                                             | John T. Kretchmer | Chris Manheim                                                                            | 4. března 1996     | 30. září 1997     | 79615     |
| 19           | 19        | Altared States                              | Na stupních k oltáři (TV) Oltářní schody (DVD)                                             | Michael Levine    | Chris Manheim                                                                            | 22. dubna 1996     | 23. října 1997    | 79626     |
| 20           | 20        | Ties That Bind                              | Pouta, která spojují (TV) Pouta, která svazují (DVD)                                       | Charles Siebert   | Adam Armus a Nora Kay Foster                                                             | 29. dubna 1996     | 16. října 1997    | 79623     |
| 21           | 21        | The Greater Good                            | Větší dobro                                                                                | Gary Jones        | Steven L. Sears                                                                          | 6. května 1996     | 21. října 1997    | 79624     |
| 22           | 22        | Callisto                                    | Kalistó (TV) Callisto (DVD)                                                                | T. J. Scott       | R. J. Stewart                                                                            | 13. května 1996    | 9. října 1997     | 79620     |
| 23           | 23        | Death Mask                                  | Maska smrti                                                                                | Stewart Main      | Peter Allan Fields                                                                       | 3. června 1996     | 2. října 1997     | 79617     |
| 24           | 24        | Is There a Doctor in the House?             | Je v domě lékař? (TV) Je v domě doktor? (DVD)                                              | T. J. Scott       | Patricia Manney                                                                          | 29. července 1996  | 22. října 1997    | 79625     |

### Druhá řada (1996–1997)
| Č. v seriálu | Č. v řadě | Původní název                   | Český název                                                               | Režie             | Scénář                                                                        | Premiéra v USA     | Premiéra v ČR      | Prod. kód |
| ------------ | --------- | ------------------------------- | ------------------------------------------------------------------------- | ----------------- | ----------------------------------------------------------------------------- | ------------------ | ------------------ | --------- |
| 25           | 1         | Orphan of War                   | Válečný sirotek (TV) Dítě války (DVD)                                     | Charles Siebert   | Steven L. Sears                                                               | 30. září 1996      | 6. listopadu 1997  | V0206     |
| 26           | 2         | Remember Nothing                | Nic si nepamatuj                                                          | Anson Williams    | námět: Steven L. Sears a Chris Manheim scénář: Chris Manheim                  | 7. října 1996      | 29. října 1997     | V0201     |
| 27           | 3         | The Giant Killer                | Zabití obra (TV) Zabiják obrů (DVD)                                       | Gary Jones        | Terence Winter                                                                | 14. října 1996     | 4. listopadu 1997  | V0204     |
| 28           | 4         | Girls Just Wanna Have Fun       | Holky si taky chtějí trochu užít (TV) Děvčata se chtějí bavit (DVD)       | T. J. Scott       | Nora Kay Foster a Adam Armus                                                  | 21. října 1996     | 30. října 1997     | V0202     |
| 29           | 5         | Return of Callisto              | Návrat Kallistó (TV) Návrat Callisto (DVD)                                | T. J. Scott       | R. J. Stewart                                                                 | 28. října 1996     | 13. listopadu 1997 | V0210     |
| 30           | 6         | Warrior… Princess… Tramp        | Bojovnice… princezna… tulačka                                             | Josh Becker       | R. J. Stewart                                                                 | 4. listopadu 1996  | 5. listopadu 1997  | V0205     |
| 31           | 7         | Intimate Stranger               | Cizinkou ve svém těle                                                     | Gary Jones        | Steven L. Sears                                                               | 11. listopadu 1996 | 18. listopadu 1997 | V0211     |
| 32           | 8         | Ten Little Warlords             | Deset malých náčelníků                                                    | Charles Siebert   | Paul Robert Coyle                                                             | 18. listopadu 1996 | 26. listopadu 1997 | V0215     |
| 33           | 9         | A Solstice Carol                | Koleda o slunovratu (TV) Slavnost slunovratu (DVD)                        | John T. Kretchmer | Chris Manheim                                                                 | 9. prosince 1996   | 12. listopadu 1997 | V0209     |
| 34           | 10        | The Xena Scrolls                | Xeniny svitky (TV) Svitky o Xeně (DVD)                                    | Charlie Haskell   | námět: Robert Sidney Mellette scénář: Nora Kay Foster a Adam Armus            | 13. ledna 1997     | 11. listopadu 1997 | V0208     |
| 35           | 11        | Here She Comes… Miss Amphipolis | A zde přichází… Miss Amphipolis (TV) Zde přichází… Miss Amphipolisu (DVD) | Marina Sargenti   | Chris Manheim                                                                 | 20. ledna 1997     | 19. listopadu 1997 | V0212     |
| 36           | 12        | Destiny                         | Osud                                                                      | Robert Tapert     | námět: Robert Tapert scénář: R. J. Stewart a Steven L. Sears                  | 27. ledna 1997     | 4. prosince 1997   | V0207     |
| 37           | 13        | The Quest                       | Hledání (TV) Výprava (DVD)                                                | Michael Levine    | námět: Steven L. Sears, R. J. Stewart a Chris Manheim scénář: Steven L. Sears | 3. února 1997      | 9. prosince 1997   | V0221     |
| 38           | 14        | A Necessary Evil                | Nevyhnutelné zlo                                                          | Mark Beesley      | Paul Robert Coyle                                                             | 10. února 1997     | 10. prosince 1997  | V0219     |
| 39           | 15        | A Day in the Life               | Jeden den v životě (TV) Takový obyčejný den (DVD)                         | Michael Hurst     | R. J. Stewart                                                                 | 17. února 1997     | 11. prosince 1997  | V0223     |
| 40           | 16        | For Him the Bell Tolls          | Jemu zvoní hrana                                                          | Josh Becker       | Adam Armus a Nora Kay Foster                                                  | 24. února 1997     | 3. prosince 1997   | V0220     |
| 41           | 17        | The Execution                   | Poprava                                                                   | Garth Maxwell     | Paul Robert Coyle                                                             | 7. dubna 1997      | 2. prosince 1997   | V0218     |
| 42           | 18        | Blind Faith                     | Slepá víra                                                                | Josh Becker       | Nora Kay Foster a Adam Armus                                                  | 14. dubna 1997     | 25. listopadu 1997 | V0214     |
| 43           | 19        | Ulysses                         | Odysseus                                                                  | Michael Levine    | R. J. Stewart                                                                 | 21. dubna 1997     | 20. listopadu 1997 | V0213     |
| 44           | 20        | The Price                       | Cena                                                                      | Oley Sassone      | Steven L. Sears                                                               | 28. dubna 1997     | 27. listopadu 1997 | V0217     |
| 45           | 21        | Lost Mariner                    | Ztracený mořeplavec                                                       | Garth Maxwell     | Steven L. Sears                                                               | 5. května 1997     | 16. prosince 1997  | V0226     |
| 46           | 22        | A Comedy of Eros                | Komedie plná Erota                                                        | Charles Siebert   | Chris Manheim                                                                 | 12. května 1997    | 15. prosince 1997  | V0225     |

### Třetí řada (1997–1998)
Díly „Fúrie“ a „Byla tam, udělala to“ byly natočeny během produkce druhé řady, pro kterou byly původně určeny. Protože nadřízení nepovolili producentům 24 dílů na jednu sezónu, byly přeřazeny do třetí řady. Odlišují se produkčními kódy začínajícími na „V02“. 
| Č. v seriálu | Č. v řadě | Původní název             | Český název                                     | Režie                               | Scénář                                                                                  | Premiéra v USA     | Premiéra v ČR     | Prod. kód |
| ------------ | --------- | ------------------------- | ----------------------------------------------- | ----------------------------------- | --------------------------------------------------------------------------------------- | ------------------ | ----------------- | --------- |
| 47           | 1         | The Furies                | Fúrie                                           | Gilbert Shilton                     | R. J. Stewart                                                                           | 29. září 1997      | 21. března 1999   | V0224     |
| 48           | 2         | Been There, Done That     | Byla tam, udělala to                            | Andrew Merrifield                   | Hilary J. Bader                                                                         | 6. října 1997      | 14. března 1999   | V0227     |
| 49           | 3         | The Dirty Half Dozen      | Špinavý půltucet                                | Rick Jacobson                       | Steven L. Sears                                                                         | 13. října 1997     | 24. ledna 1999    | V0411     |
| 50           | 4         | The Deliverer             | Spasitel (TV) Vysvoboditel (DVD)                | Oley Sassone                        | Steven L. Sears                                                                         | 20. října 1997     | 13. prosince 1998 | V0403     |
| 51           | 5         | Gabrielle's Hope          | Gabriellina naděje (TV) Gabrielina naděje (DVD) | Charles Siebert a Andrew Merrifield | R. J. Stewart                                                                           | 27. října 1997     | 20. prosince 1998 | V0404     |
| 52           | 6         | The Debt (Part 1)         | Dluh (1. část)                                  | Oley Sassone                        | námět: Robert Tapert a R. J. Stewart scénář: R. J. Stewart                              | 3. listopadu 1997  | 9. ledna 1999     | V0406     |
| 53           | 7         | The Debt (Part 2)         | Dluh (2. část)                                  | Oley Sassone                        | námět: Robert Tapert a R. J. Stewart scénář: R. J. Stewart                              | 10. listopadu 1997 | 10. ledna 1999    | V0407     |
| 54           | 8         | The King of Assassins     | Král vrahů                                      | Bruce Campbell                      | Adam Armus a Nora Kay Foster                                                            | 17. listopadu 1997 | 23. ledna 1999    | V0410     |
| 55           | 9         | Warrior… Priestess… Tramp | Bojovnice… kněžka… tulačka                      | Robert Ginty                        | Adam Armus a Nora Kay Foster                                                            | 12. ledna 1998     | 12. prosince 1998 | V0402     |
| 56           | 10        | The Quill Is Mightier…    | Brk je mocnější než… (TV) Brk je mocnější (DVD) | Andrew Merrifield                   | Hilary J. Bader                                                                         | 19. ledna 1998     | 16. ledna 1999    | V0408     |
| 57           | 11        | Maternal Instincts        | Mateřské instinkty                              | Mark Beesley                        | Chris Manheim                                                                           | 26. ledna 1998     | 3. ledna 1999     | V0405     |
| 58           | 12        | The Bitter Suite          | Hořká suita                                     | Oley Sassone                        | Steven L. Sears a Chris Manheim                                                         | 2. února 1998      | 17. ledna 1999    | V0409     |
| 59           | 13        | One Against an Army       | Sama proti armádě                               | Paul Lynch                          | Gene O'Neill a Noreen Tobin                                                             | 9. února 1998      | 31. ledna 1999    | V0413     |
| 60           | 14        | Forgiven                  | Odpuštěno                                       | Garth Maxwell                       | R. J. Stewart                                                                           | 16. února 1998     | 7. února 1999     | V0415     |
| 61           | 15        | King Con                  | Královský podvod                                | Janet Greek                         | Chris Manheim                                                                           | 23. února 1998     | 6. prosince 1998  | V0401     |
| 62           | 16        | When in Rome…             | Když jsi v Římě…                                | John Laing                          | Steven L. Sears                                                                         | 2. března 1998     | 14. února 1999    | V0416     |
| 63           | 17        | Forget Me Not             | Nezapomeň na mě                                 | Charlie Haskell                     | Hilary J. Bader                                                                         | 9. března 1998     | 21. února 1999    | V0417     |
| 64           | 18        | Fins, Femmes & Gems       | Ploutve, krásky, drahokam                       | Josh Becker                         | námět: Robert Tapert, Adam Armus a Nora Kay Foster scénář: Adam Armus a Nora Kay Foster | 13. dubna 1998     | 28. února 1999    | V0418     |
| 65           | 19        | Tsunami                   | Tsunami                                         | John Laing                          | Chris Manheim                                                                           | 20. dubna 1998     | 30. ledna 1999    | V0414     |
| 66           | 20        | Vanishing Act             | Kouzelníkův trik (TV) Kouzelnický trik (DVD)    | Andrew Merrifield                   | Terence Winter                                                                          | 27. dubna 1998     | 7. března 1999    | V0421     |
| 67           | 21        | Sacrifice (Part 1)        | Oběť (1. část)                                  | David Warry-Smith                   | Steven L. Sears                                                                         | 4. května 1998     | 28. března 1999   | V0420     |
| 68           | 22        | Sacrifice (Part 2)        | Oběť (2. část)                                  | Rick Jacobson                       | Paul Robert Coyle                                                                       | 11. května 1998    | 4. dubna 1999     | V0419     |

### Čtvrtá řada (1998–1999)
| Č. v seriálu | Č. v řadě | Původní název                        | Český název                                                   | Režie              | Scénář                                                     | Premiéra v USA     | Premiéra v ČR   | Prod. kód |
| ------------ | --------- | ------------------------------------ | ------------------------------------------------------------- | ------------------ | ---------------------------------------------------------- | ------------------ | --------------- | --------- |
| 69           | 1         | Adventures in the Sin Trade (Part 1) | Dobrodružství v obchodu s hříchem (1. část)                   | T. J. Scott        | námět: R. J. Stewart a Robert Tapert scénář: R. J. Stewart | 28. září 1998      | 18. února 2001  | V0607     |
| 70           | 2         | Adventures in the Sin Trade (Part 2) | Dobrodružství v obchodu s hříchem (2. část)                   | T. J. Scott        | námět: R. J. Stewart a Robert Tapert scénář: R. J. Stewart | 5. října 1998      | 24. února 2001  | V0608     |
| 71           | 3         | A Family Affair                      | Rodinná záležitost                                            | Doug Lefler        | námět: Liz Friedman a Chris Manheim scénář: Chris Manheim  | 12. října 1998     | 25. února 2001  | V0605     |
| 72           | 4         | In Sickness and in Hell              | V nemoci a v pekle                                            | Josh Becker        | Adam Armus a Nora Kay Foster                               | 19. října 1998     | 3. března 2001  | V0612     |
| 73           | 5         | A Good Day                           | Dobrý den                                                     | Rick Jacobson      | Steven L. Sears                                            | 26. října 1998     | 4. března 2001  | V0606     |
| 74           | 6         | A Tale of Two Muses                  | Příběh dvou múz (TV) Příběh o dvou Múzách (DVD)               | Michael Hurst      | Gillian Horvath                                            | 2. listopadu 1998  | 10. března 2001 | V0603     |
| 75           | 7         | Locked Up and Tied Down              | V poutech a za mřížemi                                        | Rick Jacobson      | námět: Robert Tapert a Josh Becker scénář: Hilary J. Bader | 9. listopadu 1998  | 11. března 2001 | V0614     |
| 76           | 8         | Crusader                             | Křižačka                                                      | Paul Lynch         | R. J. Stewart                                              | 16. listopadu 1998 | 17. března 2001 | V0613     |
| 77           | 9         | Past Imperfect                       | Špatná minulost (TV) Nedokonalá minulost (DVD)                | Garth Maxwell      | Steven L. Sears                                            | 4. ledna 1999      | 18. března 2001 | V0609     |
| 78           | 10        | The Key to the Kingdom               | Klíč ke království                                            | Bruce Campbell     | Eric A. Morris                                             | 11. ledna 1999     | 24. března 2001 | V0602     |
| 79           | 11        | Daughter of Pomira                   | Dcera Pomiry                                                  | Patrick Norris     | Linda McGibney                                             | 18. ledna 1999     | 25. března 2001 | V0604     |
| 80           | 12        | If the Shoe Fits…                    | Které střevíc padne (TV) Jestliže střevíc padne (DVD)         | Josh Becker        | Adam Armus a Nora Kay Foster                               | 25. ledna 1999     | 31. března 2001 | V0619     |
| 81           | 13        | Paradise Found                       | Nalezený ráj                                                  | Robert Tapert      | Chris Manheim                                              | 1. února 1999      | 1. dubna 2001   | V0611     |
| 82           | 14        | Devi                                 | Devi                                                          | Garth Maxwell      | Chris Manheim                                              | 8. února 1999      | 7. dubna 2001   | V0615     |
| 83           | 15        | Between the Lines                    | Mezi řádky                                                    | Rick Jacobson      | Steven L. Sears                                            | 15. února 1999     | 8. dubna 2001   | V0616     |
| 84           | 16        | The Way                              | Cesta                                                         | John Fawcett       | R. J. Stewart                                              | 22. února 1999     | 14. dubna 2001  | V0617     |
| 85           | 17        | The Play's the Thing                 | Pireus sobě (TV) Hra, to je ono (DVD)                         | Christopher Graves | Ashley Gable a Thomas A. Swyden                            | 15. března 1999    | 15. dubna 2001  | V0620     |
| 86           | 18        | The Convert                          | Napravená                                                     | Andrew Merrifield  | Chris Manheim                                              | 19. dubna 1999     | 21. dubna 2001  | V0621     |
| 87           | 19        | Takes One to Know One                | Lotr pozná zase jen lotra (TV) Lotr pozná zas jen lotra (DVD) | Christopher Graves | Jeff Vlaming                                               | 26. dubna 1999     | 22. dubna 2001  | V0623     |
| 88           | 20        | Endgame                              | Koncová hra (TV) Konec hry (DVD)                              | Garth Maxwell      | Steven L. Sears                                            | 3. května 1999     | 28. dubna 2001  | V0622     |
| 89           | 21        | The Ides of March                    | Březnové idy (TV) Březnové ídy (DVD)                          | Ken Girotti        | R. J. Stewart                                              | 10. května 1999    | 29. dubna 2001  | V0624     |
| 90           | 22        | Deja Vu All Over Again               | Déja vu zas a znova                                           | Renee O'Connor     | R. J. Stewart                                              | 17. května 1999    | 5. května 2001  | V0618     |

### Pátá řada (1999–2000)
| Č. v seriálu | Č. v řadě | Původní název              | Český název             | Režie             | Scénář                                                                                    | Premiéra v USA     | Premiéra v ČR     | Prod. kód |
| ------------ | --------- | -------------------------- | ----------------------- | ----------------- | ----------------------------------------------------------------------------------------- | ------------------ | ----------------- | --------- |
| 91           | 1         | Fallen Angel               | Padlý anděl             | John Fawcett      | námět: Robert Tapert a R. J. Stewart scénář: R. J. Stewart                                | 27. září 1999      | 6. května 2001    | V0903     |
| 92           | 2         | Chakram                    | Šakram                  | Doug Lefler       | Chris Manheim                                                                             | 4. října 1999      | 12. května 2001   | V0901     |
| 93           | 3         | Succession                 | Nástupnictví            | Rick Jacobson     | Steven L. Sears                                                                           | 11. října 1999     | 13. května 2001   | V0902     |
| 94           | 4         | Animal Attraction          | Zvířecí přitažlivost    | Rick Jacobson     | Chris Manheim                                                                             | 18. října 1999     | 19. května 2001   | V0905     |
| 95           | 5         | Them Bones, Them Bones     | Ty kosti, ty kosti      | John Fawcett      | Buddy Williers                                                                            | 1. listopadu 1999  | 20. května 2001   | V0908     |
| 96           | 6         | Purity                     | Čistota                 | Mark Beesley      | Jeff Vlaming                                                                              | 8. listopadu 1999  | 26. května 2001   | V0907     |
| 97           | 7         | Back in the Bottle         | Nazpět v láhvi          | Rick Jacobson     | námět: Robert Tapert a Steven L. Sears scénář: Buddy Williers                             | 15. listopadu 1999 | 27. května 2001   | V0909     |
| 98           | 8         | Little Problems            | Drobné potíže           | Allison Liddi     | Gregg Ostrin                                                                              | 22. listopadu 1999 | 2. června 2001    | V0913     |
| 99           | 9         | Seeds of Faith             | Sémě víry               | Garth Maxwell     | George Strayton a Tom O'Neill                                                             | 10. ledna 2000     | 3. června 2001    | V0912     |
| 100          | 10        | Lyre, Lyre, Hearts on Fire | Lyra, lyra, srdce svírá | Mark Beesley      | Adam Armus a Nora Kay Foster                                                              | 17. ledna 2000     | 9. června 2001    | V0911     |
| 101          | 11        | Punch Lines                | Pointy                  | Andrew Merrifield | Chris Manheim, Adam Armus a Nora Kay Foster                                               | 24. ledna 2000     | 10. června 2001   | V0910     |
| 102          | 12        | God Fearing Child          | Bohabojné dítě          | Philip Sgriccia   | námět: Chris Manheim scénář: Roberto Orci a Alex Kurtzman                                 | 31. ledna 2000     | 16. června 2001   | V0915     |
| 103          | 13        | Eternal Bonds              | Věčné pouto             | Mark Beesley      | Chris Manheim                                                                             | 7. února 2000      | 17. června 2001   | V0916     |
| 104          | 14        | Amphipolis Under Siege     | Amphipolis v obležení   | Mark Beesley      | Chris Black                                                                               | 14. února 2000     | 23. června 2001   | V0919     |
| 105          | 15        | Married with Fishsticks    | Ženatý s potěrem        | Paul Grinder      | Kevin Maynard                                                                             | 21. února 2000     | 24. června 2001   | V0914     |
| 106          | 16        | Lifeblood                  | Životní síla            | Michael Hurst     | námět: Robert Tapert a R. J. Stewart scénář: R. J. Stewart, George Strayton a Tom O'Neill | 13. března 2000    | 30. června 2001   | V0920     |
| 107          | 17        | Kindred Spirits            | Spřízněné duše          | Josh Becker       | George Strayton a Tom O'Neill                                                             | 20. března 2000    | 1. července 2001  | V0918     |
| 108          | 18        | Antony & Cleopatra         | Antonius a Kleopatra    | Michael Hurst     | námět: Carl Ellsworth a R. J. Stewart scénář: Carl Ellsworth                              | 17. dubna 2000     | 7. července 2001  | V0904     |
| 109          | 19        | Looking Death in the Eye   | Pohled do očí smrti     | Garth Maxwell     | Carl Ellsworth                                                                            | 24. dubna 2000     | 8. července 2001  | V0921     |
| 110          | 20        | Livia                      | Livie                   | Rick Jacobson     | Chris Manheim                                                                             | 1. května 2000     | 14. července 2001 | V0922     |
| 111          | 21        | Eve                        | Eva                     | Mark Beesley      | George Strayton a Tom O'Neill                                                             | 8. května 2000     | 15. července 2001 | V0923     |
| 112          | 22        | Motherhood                 | Mateřství               | Rick Jacobson     | námět: Robert Tapert scénář: R. J. Stewart                                                | 15. května 2000    | 21. července 2001 | V0924     |

### Šestá řada (2000–2001)
Česká premiéra šesté řady byla vysílána přibližně v 01:00, v seznamu je datum české premiéry uvedeno podle televizního dne, tj. hodiny 00:00–06:00 se počítají k předchozímu kalendářnímu dni.
| Č. v seriálu | Č. v řadě | Původní název              | Český název                  | Režie              | Scénář                                                     | Premiéra v USA     | Premiéra v ČR     | Prod. kód |
| ------------ | --------- | -------------------------- | ---------------------------- | ------------------ | ---------------------------------------------------------- | ------------------ | ----------------- | --------- |
| 113          | 1         | Coming Home                | Návrat domů                  | Mark Beesley       | Melissa Good                                               | 2. října 2000      | 16. června 2003   | V1411     |
| 114          | 2         | The Haunting of Amphipolis | Prokletí Amphipolis          | Garth Maxwell      | námět: Edithe Swensen a Joel Metzger scénář: Joel Metzger  | 9. října 2000      | 16. června 2003   | V1401     |
| 115          | 3         | Heart of Darkness          | Srdce samoty                 | Mark Beesley       | Emily Skopov                                               | 16. října 2000     | 23. června 2003   | V1402     |
| 116          | 4         | Who's Gurkhan?             | Kdo je Gurkhan?              | Michael Hurst      | námět: Robert Tapert scénář: R. J. Stewart                 | 23. října 2000     | 23. června 2003   | V1404     |
| 117          | 5         | Legacy                     | Dědictví                     | Chris Martin-Jones | Melissa Good                                               | 30. října 2000     | 30. června 2003   | V1405     |
| 118          | 6         | The Abyss                  | Propast                      | Rick Jacobson      | James Kahn                                                 | 6. listopadu 2000  | 30. června 2003   | V1406     |
| 119          | 7         | The Rheingold              | Zlato Rýna                   | John Fawcett       | R. J. Stewart                                              | 13. listopadu 2000 | 7. července 2003  | V1408     |
| 120          | 8         | The Ring                   | Prsten                       | Rick Jacobson      | Joel Metzger                                               | 20. listopadu 2000 | 7. července 2003  | V1409     |
| 121          | 9         | Return of the Valkyrie     | Návrat Valkýry               | John Fawcett       | Emily Skopov                                               | 27. listopadu 2000 | 14. července 2003 | V1410     |
| 122          | 10        | Old Ares Had a Farm        | Farma strýčka Area           | Charles Siebert    | R. J. Stewart                                              | 15. ledna 2001     | 14. července 2003 | V1414     |
| 123          | 11        | Dangerous Prey             | Nebezpečná kořist            | Renee O'Connor     | Joel Metzger                                               | 22. ledna 2001     | 21. července 2003 | V1413     |
| 124          | 12        | The God You Know           | Bůh, kterého znáš            | Garth Maxwell      | Emily Skopov                                               | 29. ledna 2001     | 21. července 2003 | V1415     |
| 125          | 13        | You Are There              | Jste u toho                  | John Laing         | Chris Black                                                | 5. února 2001      | 28. července 2003 | V1417     |
| 126          | 14        | Path of Vengeance          | Cesta pomsty                 | Chris Martin-Jones | Joel Metzger                                               | 12. února 2001     | 28. července 2003 | V1418     |
| 127          | 15        | To Helicon and Back        | Do Heliconu a zpět           | Michael Hurst      | Liz Friedman a Vanessa Place                               | 19. února 2001     | 4. srpna 2003     | V1419     |
| 128          | 16        | Send in the Clones         | Vypusťte klony               | Charlie Haskell    | Paul Robert Coyle                                          | 23. dubna 2001     | 4. srpna 2003     | V1412     |
| 129          | 17        | Last of the Centaurs       | Poslední z kentaurů          | Garth Maxwell      | Joel Metzger                                               | 30. dubna 2001     | 11. srpna 2003    | V1420     |
| 130          | 18        | When Fates Collide         | Když sudičky narazí          | John Fawcett       | Katherine Fugate                                           | 7. května 2001     | 11. srpna 2003    | V1421     |
| 131          | 19        | Many Happy Returns         | Šťastné návraty              | Mark Beesley       | Liz Friedman a Vanessa Place                               | 14. května 2001    | 18. srpna 2003    | V1426     |
| 132          | 20        | Soul Possession            | Duševní vlastnictví          | Josh Becker        | Melissa Blake                                              | 4. června 2001     | 18. srpna 2003    | V1423     |
| 133          | 21        | A Friend in Need (Part 1)  | Přítelkyně v nouzi (1. část) | Robert Tapert      | námět: R. J. Stewart a Robert Tapert scénář: R. J. Stewart | 11. června 2001    | 25. srpna 2003    | V1424     |
| 134          | 22        | A Friend in Need (Part 2)  | Přítelkyně v nouzi (2. část) | Robert Tapert      | námět: R. J. Stewart a Robert Tapert scénář: R. J. Stewart | 18. června 2001    | 25. srpna 2003    | V1425     |